# Макфарлан, Боб
Ро́берт Макфа́рлан (англ. Robert McFarlane; дата рождения неизвестна — октябрь 1898), более известный как Боб Макфарлан (англ. Bob McFarlane) — шотландский футболист, защитник.

## Биография
Уроженец Эрдри, Макфарлан начал карьеру в местном клубе «Эйрдрионианс». В 1888 году перешёл в английский «Бутл». В составе «Бутла» сыграл в первом сезоне Футбольного альянса (1889/90), заняв с командой 2-е место (чемпионом стал «Уэнсдей». Летом 1890 года перешёл в «Сандерленд Альбион», в составе которого также занял 2-е место в Футбольном альянсе по итогам сезона 1890/91.
В 1891 году перешёл стал игроком клуба «Ньютон Хит», где сразу же был назначен капитаном вместо покинувшего команду Джека Пауэлла. Был основным правым защитником клуба в сезоне 1891/92, пропустив лишь 4 матча лиги. 5 марта 1892 года забил свой первый и единственный гол за клуб в игре против «Уолсолл Таун Свифтс». Команда завершила сезон на 2-м месте, после чего была приглашена в Футбольную лигу. Макфарлан также сыграл в четырёх матчах Кубка Англии, а также в полуфинале Большого кубка Манчестера.
После завершения сезона Боб вернулся в «Эйрдрионианс». Для его замены «Ньютон Хит» приобрел у «Эйрдрионианс» защитника Эндрю Митчелла. С 1894 по 1898 год Макфарлан провёл за клуб 67 матчей в рамках Футбольной лиги Шотландии. Свой последний матч провёл 8 октября 1898 года, это была игра против «Мортона». В том же месяце Боб Макфарлан скончался от пневмонии.
Макфарлан был женат на сестре братьев Даути, Джека и Роджера, которые также выступали за «Ньютон Хит» до вступления клуба в Футбольную лигу Англии.